# Saison 13 de Danse avec les stars
 (avril 2024).
 (avril 2024).
- Si vous ne connaissez pas le sujet, laissez ce bandeau (vous pouvez alors contacter les auteurs).
- Si vous supprimez le contenu mis en cause (vous pouvez préalablement contacter les auteurs),

argumentez précisément cette suppression dans la page de discussion
(un manque de référence n'est pas un argument ; une recherche réelle de référence doit avoir été effectuée, être formellement documentée).
La treizième saison de l'émission française de divertissement Danse avec les stars a été diffusée du vendredi 16 février 2024 au vendredi 26 avril 2024, sur TF1. Elle a été animée par Camille Combal.
L'émission a été remportée par la chanteuse Natasha St-Pier, aux côtés du danseur Anthony Colette.

## Participants
Lors de cette saison 13 de Danse avec les stars, douze couples formés d'une star et d'un danseur professionnel se sont affrontés. Il y avait 12 candidats : 4 hommes et 8 femmes, soit autant de célébrités que lors de la saison précédente.
| Personnalité        | Occupation                                     | Partenaire            | Statut                     |
| ------------------- | ---------------------------------------------- | --------------------- | -------------------------- |
| Natasha St-Pier     | chanteuse                                      | Anthony Colette       | Vainqueur le 26 avril 2024 |
| Nico Capone         | influenceur web, créateur de contenu           | Inès Vandamme         | Deuxième le 26 avril 2024  |
| Inès Reg            | humoriste                                      | Christophe Licata     | Troisième le 26 avril 2024 |
| Keiona              | drag queen                                     | Maxime Dereymez       | éliminée le 19 avril 2024  |
| Roman Doduik        | humoriste                                      | Ana Riera             | éliminé le 19 avril 2024   |
| James Denton        | acteur                                         | Candice Pascal        | éliminé le 12 avril 2024   |
| Black M             | rappeur                                        | Elsa Bois             | éliminé le 12 avril 2024   |
| Adeline Toniutti    | chanteuse et coach vocal                       | Adrien Caby           | éliminée le 5 avril 2024   |
| Cristina Córdula    | conseillère en image, animatrice de télévision | Jordan Mouillerac     | éliminée le 30 mars 2024   |
| Diane Leyre         | Miss France 2022 et animatrice de radio        | Yann-Alrick Mortreuil | éliminée le 23 mars 2024   |
| Cœur de pirate      | chanteuse                                      | Nicolas Archambault   | éliminée le 16 mars 2024   |
| Caroline Margeridon | femme d'affaires                               | Christian Millette    | éliminée le 9 mars 2024    |

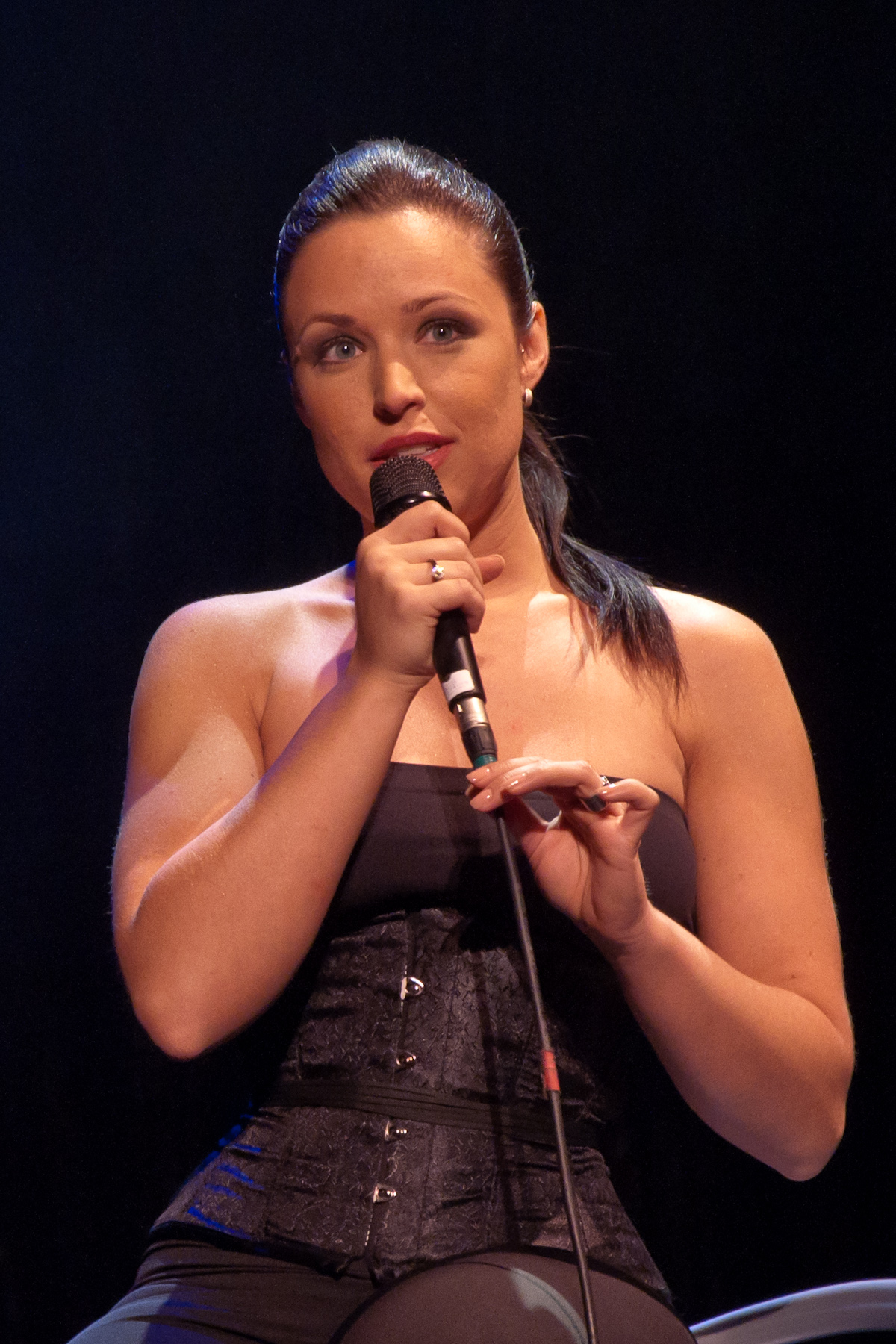
Natasha St-Pier
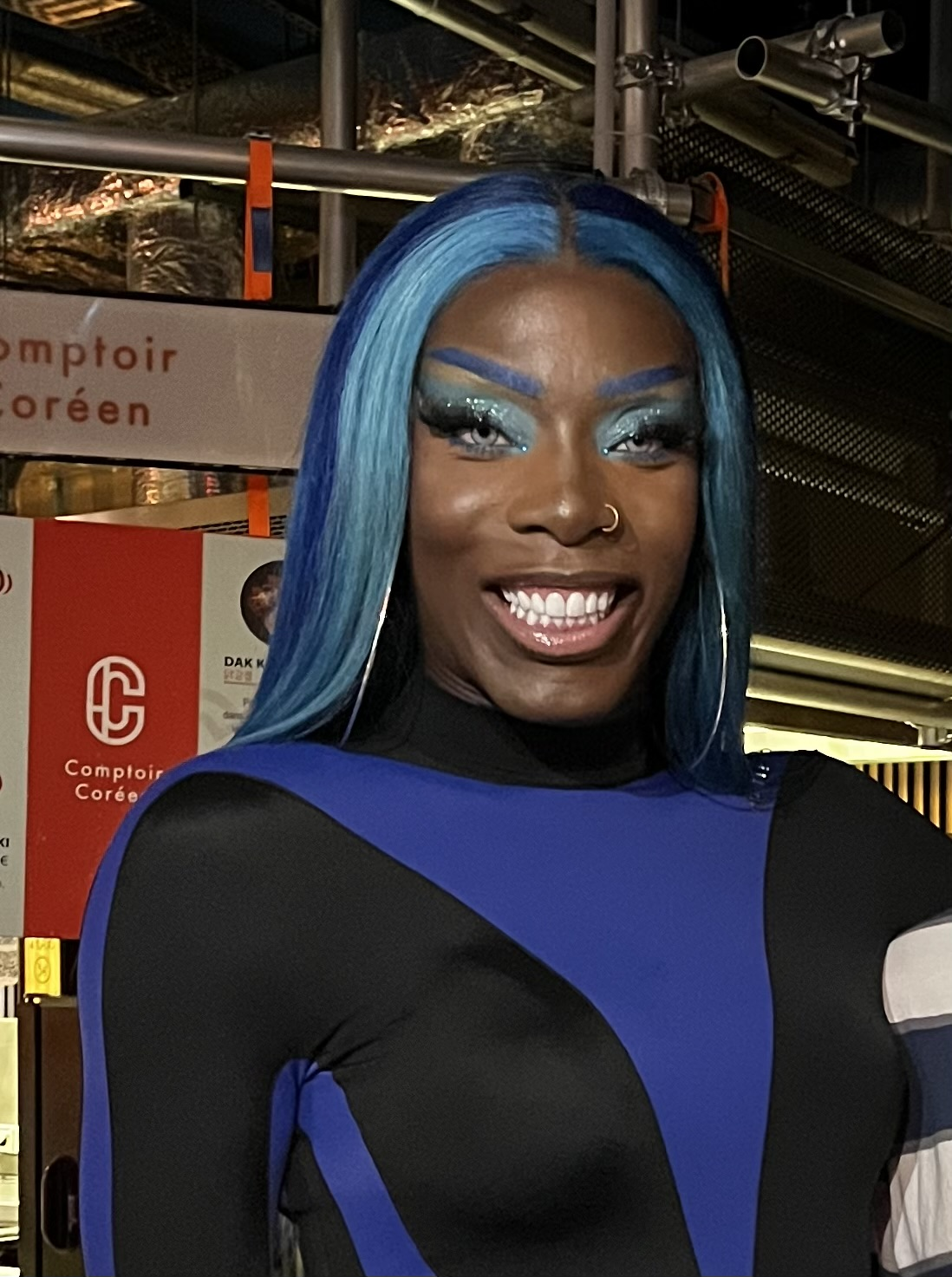
Keiona
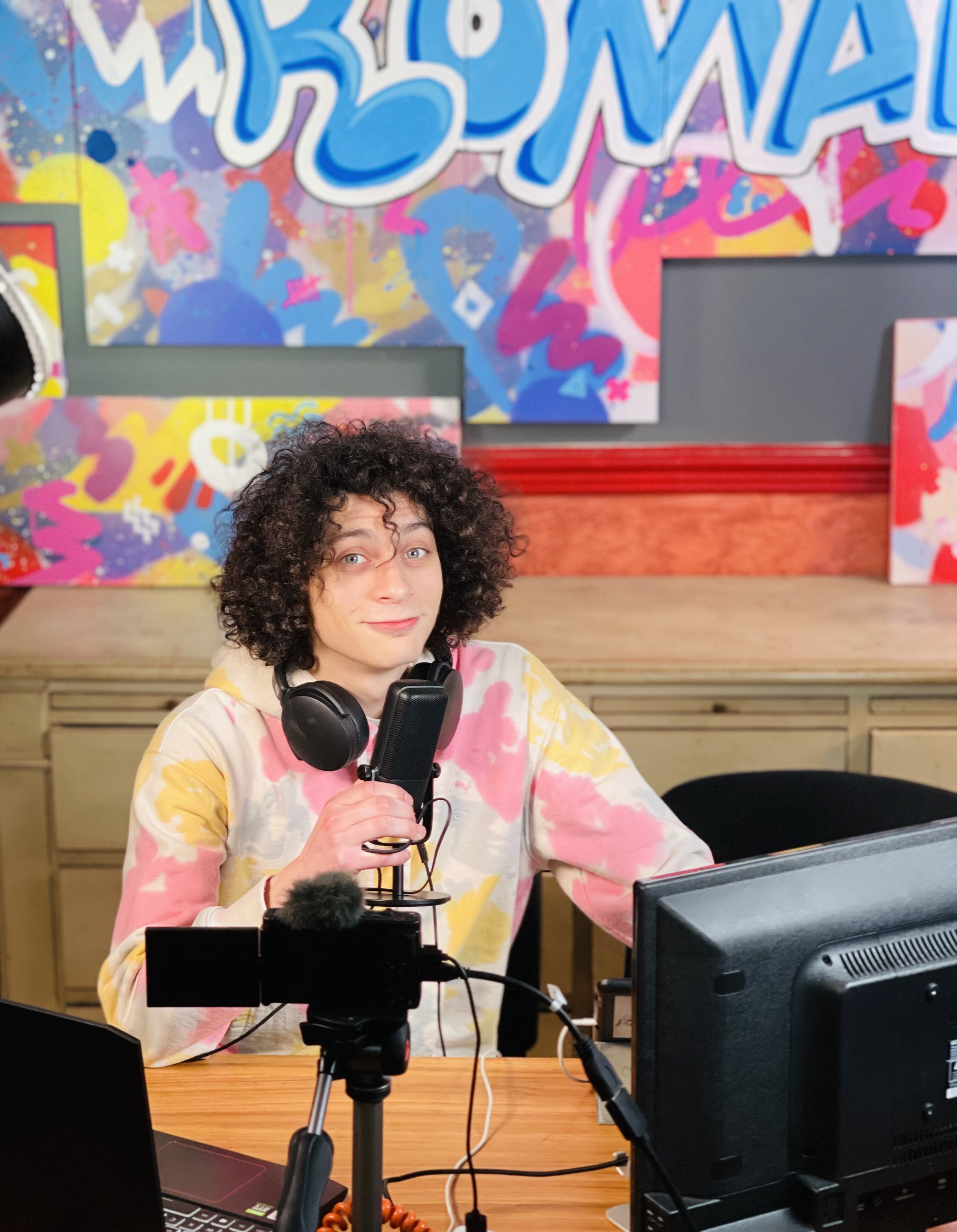
Roman Doduik
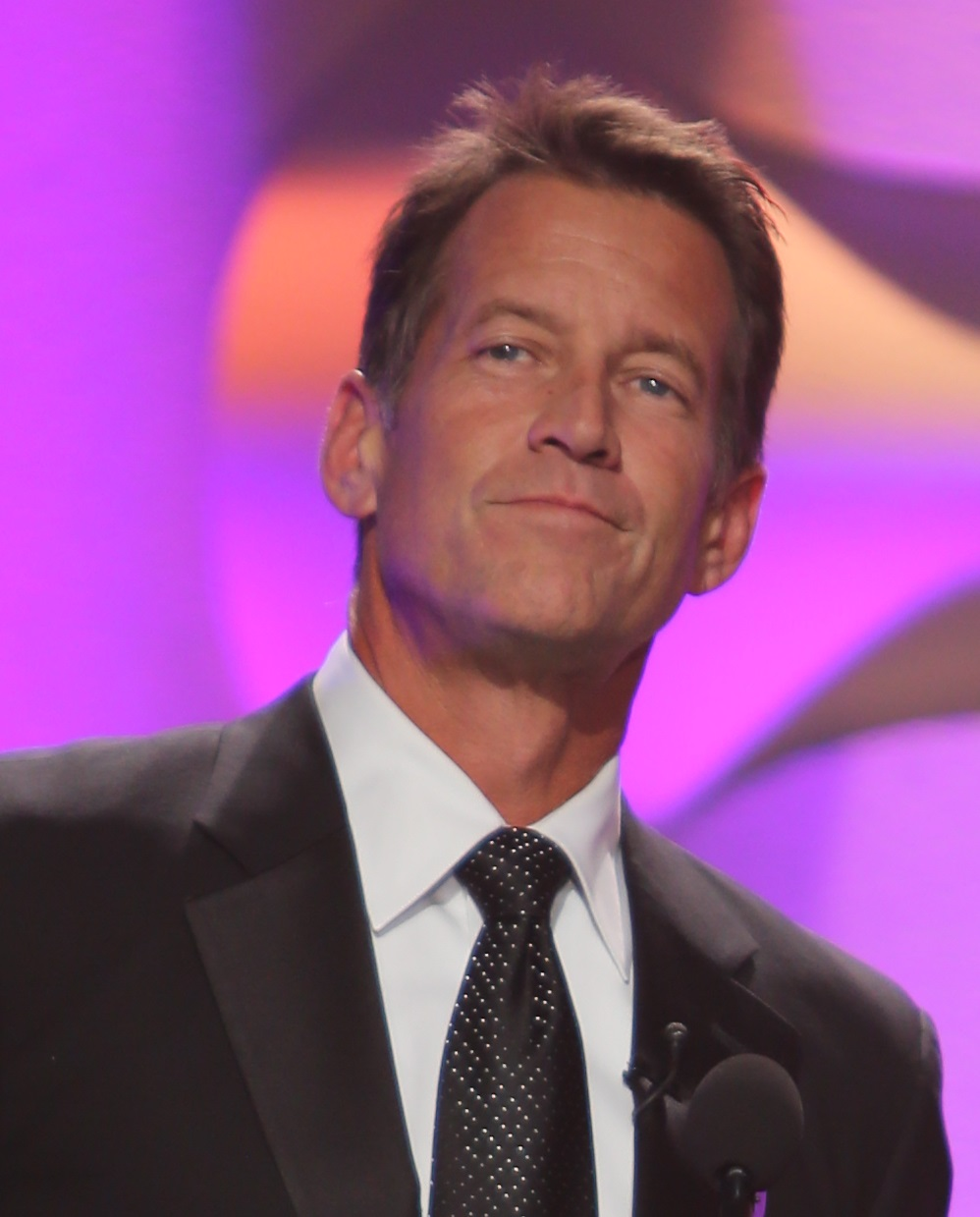
James Denton
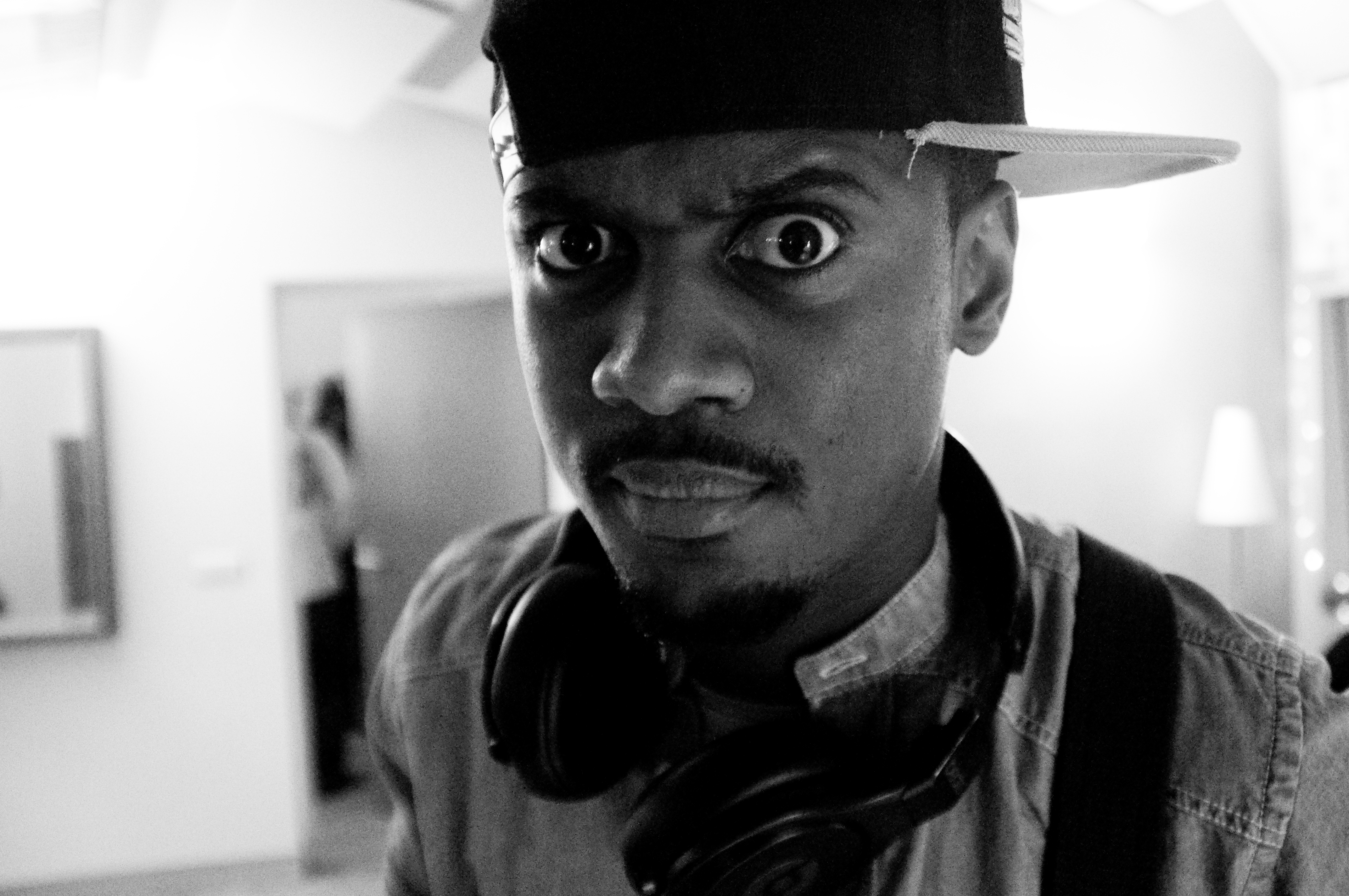
Black M
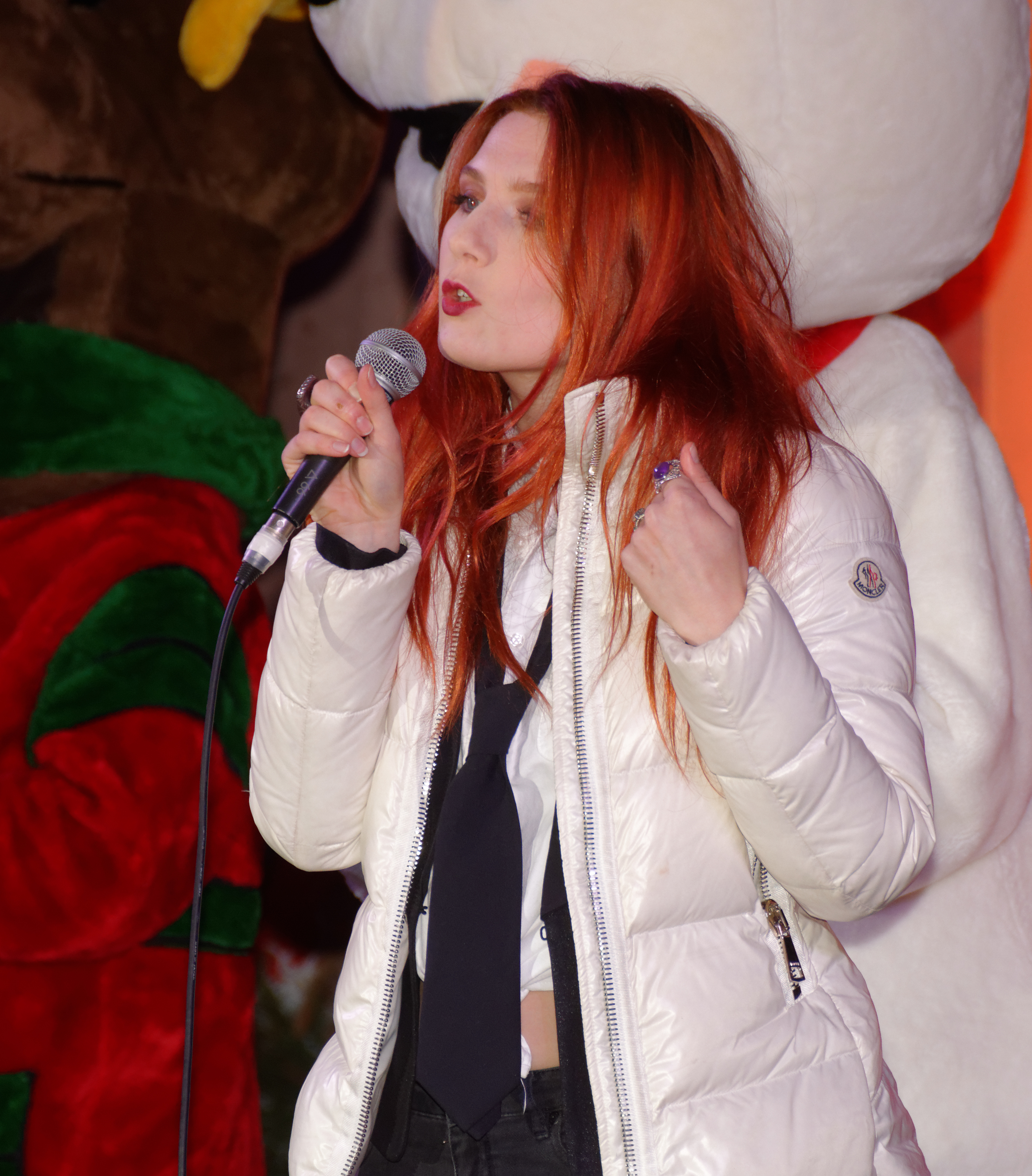
Adeline Toniutti
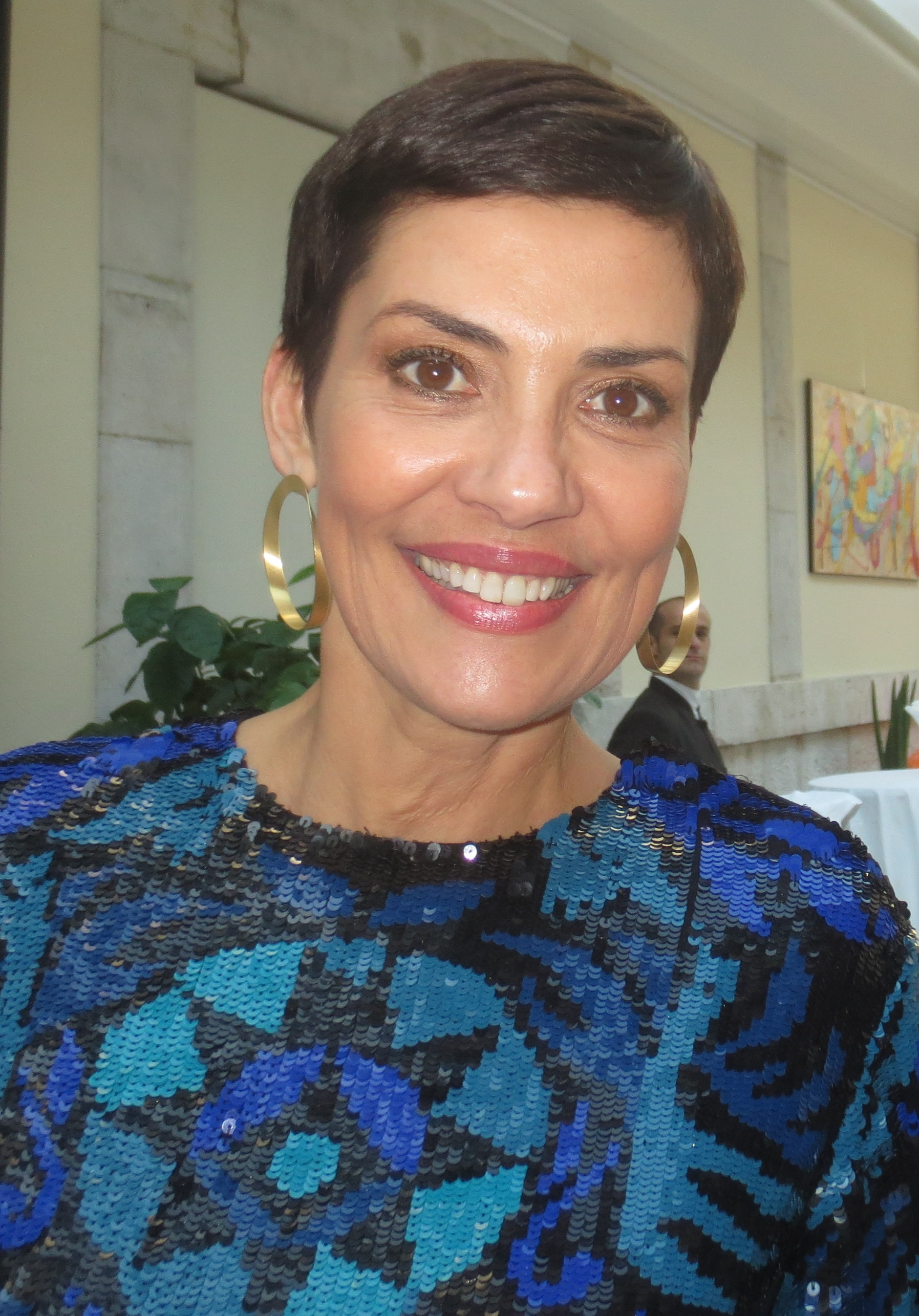
Cristina Córdula
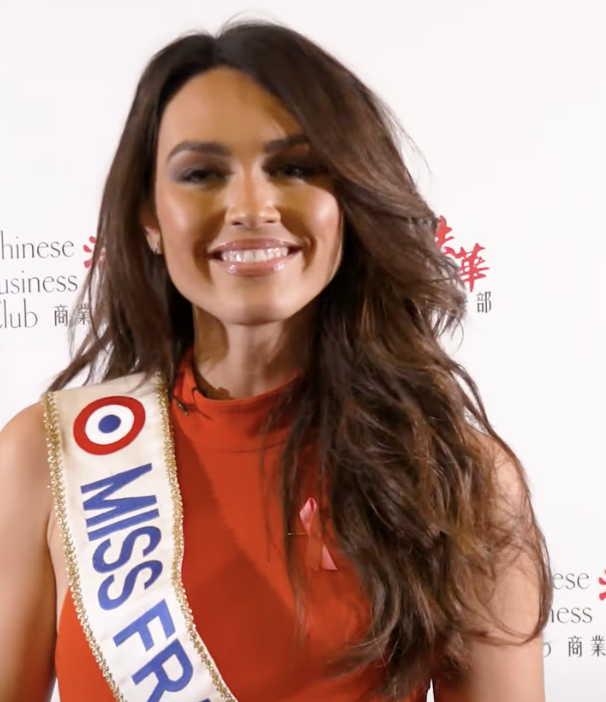
Diane Leyre
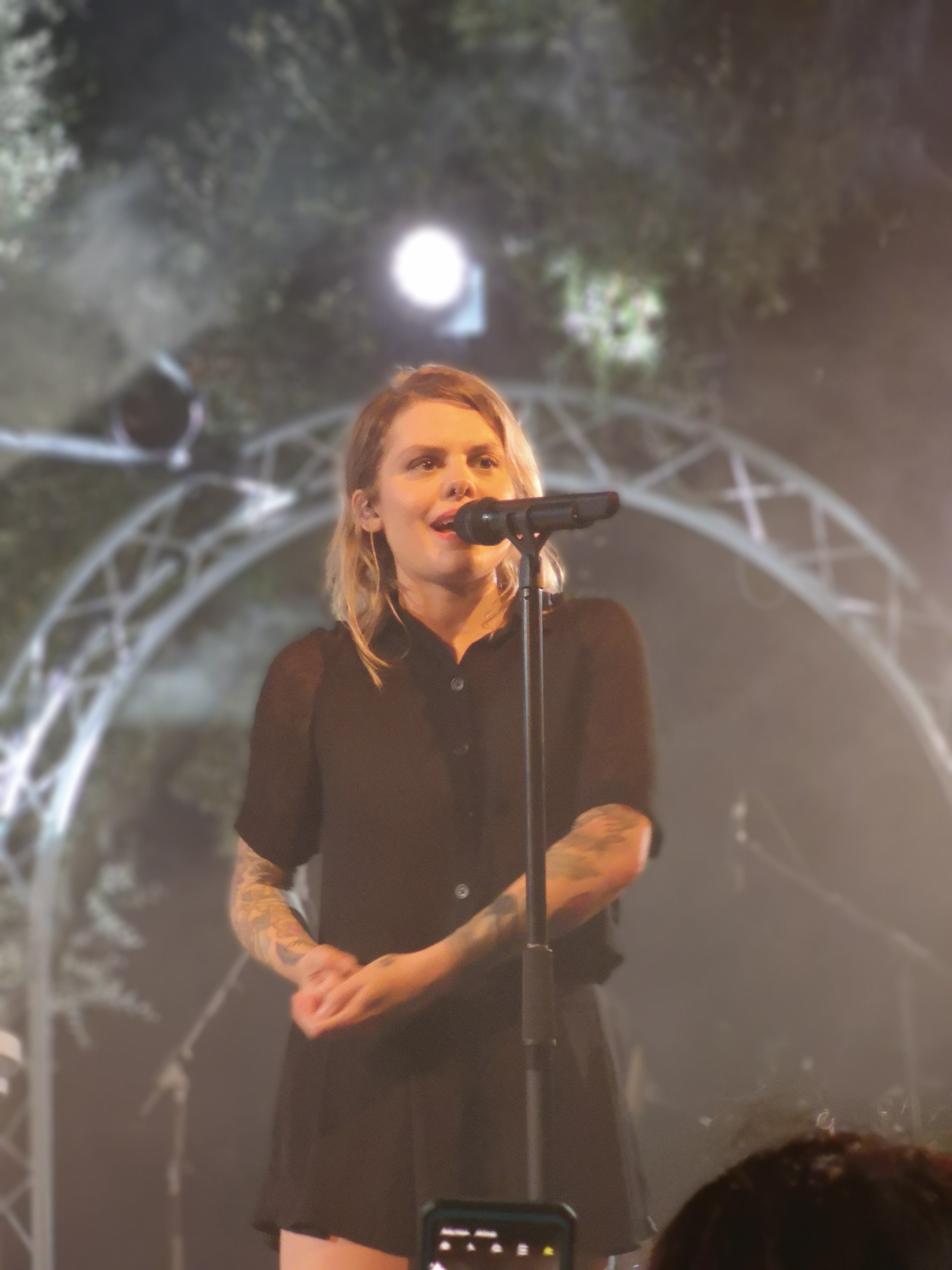
Cœur de pirate

## Invités musicaux
- 19 avril 2024 : Molière – Rêver j'en ai l'habitude
- 26 avril 2024 : Billy Crawford – Oulala[13]

## Audiences

### Danse avec les stars
| Épisode            | Diffusion       | Téléspectateurs | Parts de marché | Parts de marché | Classement des audiences de la soirée | Référence |
| Épisode            | Diffusion       | Téléspectateurs | (4 ans et plus) | (FRDA-50)       | Classement des audiences de la soirée | Référence |
| ------------------ | --------------- | --------------- | --------------- | --------------- | ------------------------------------- | --------- |
| 1                  | 16 février 2024 | 3 920 000       | 20,3 %          | 35 %            | 1er                                   | [ 14 ]    |
| 1                  | 16 février 2024 | 3 630 000       | 24,1 %          | 37 %            | 2e                                    | [ 14 ]    |
| 2                  | 23 février 2024 | 3 910 000       | 19,5 %          | 34,2 %          | 1er                                   | [ 15 ]    |
| 2                  | 23 février 2024 | 3 480 000       | 21,4 %          | 36,4 %          | 1er                                   | [ 15 ]    |
| 3                  | 8 mars 2024     | 3 710 000       | 19,9 %          | 34,3 %          | 1er                                   | [ 16 ]    |
| 3                  | 8 mars 2024     | 3 000 000       | 25,8 %          | 42,5 %          | 1er                                   | [ 16 ]    |
| 4                  | 15 mars 2024    | 3 090 000       | 16,1 %          | 28 %            | 2e                                    | [ 17 ]    |
| 4                  | 15 mars 2024    | 2 740 000       | 22,4 %          | 36,1 %          | 2e                                    | [ 17 ]    |
| 5                  | 22 mars 2024    | 3 090 000       | 16,4 %          | 32,5 %          | 2e                                    | [ 18 ]    |
| 5                  | 22 mars 2024    | 2 580 000       | 21,4 %          | 39,8 %          | 2e                                    | [ 18 ]    |
| 6                  | 29 mars 2024    | 3 330 000       | 17,5 %          | 32,3 %          | 1er                                   | [ 19 ]    |
| 6                  | 29 mars 2024    | 2 580 000       | 23,5 %          | 38,6 %          | 1er                                   | [ 19 ]    |
| 7                  | 5 avril 2024    | 3 070 000       | 16,6 %          | 34,8 %          | 2e                                    | [ 20 ]    |
| 7                  | 5 avril 2024    | 2 720 000       | 23 %            | 40,8 %          | 2e                                    | [ 20 ]    |
| 8                  | 12 avril 2024   | 3 080 000       | 17,1 %          | 34,6 %          | 2e                                    | [ 21 ]    |
| 8                  | 12 avril 2024   | 2 570 000       | 22,6 %          | 37,7 %          | 2e                                    | [ 21 ]    |
| 9                  | 19 avril 2024   | 3 040 000       | 16,5 %          | 29,2 %          | 2e                                    | [ 22 ]    |
| 9                  | 19 avril 2024   | 2 850 000       | 23,6 %          | 35,8 %          | 2e                                    | [ 22 ]    |
| 10                 | 26 avril 2024   | 3 140 000       | 17,8 %          | 31,9 %          | 2e                                    | [ 23 ]    |
| 10                 | 26 avril 2024   | 2 930 000       | 25,5 %          | 40,3 %          | 2e                                    | [ 23 ]    |
|                    |                 |                 |                 |                 |                                       |           |
| Bilan de la saison | P1              | 3 340 000       | 17,8 %          | 32,7 %          |                                       | [ 24 ]    |
| Bilan de la saison | P2              | 2 910 000       | 23,3 %          | 38,5 %          |                                       | [ 24 ]    |
| Bilan de la saison | Total           | 3 130 000       | 20,6 %          | 35,6 %          |                                       | [ 24 ]    |

## Production

### Présentation
L'émission ainsi que la deuxième partie de soirée sont animées par Camille Combal.

### Candidats
Comme tous les ans, des noms de candidats potentiels sont dévoilés par des indiscrétions, avant l'annonce officielle.
Le 12 janvier 2024, TF1 annonce, via le compte officiel Instagram de l'émission, la participation de l'acteur américain James Denton,, de la chanteuse québécoise Cœur de pirate, et de l'animatrice de télévision Cristina Cordula,,. Le groupe annonce ensuite la participation de l'humoriste Inès Reg le 18 janvier 2024,. Le casting complet est annoncé le 25 janvier 2024 et confirme la participation de l'animatrice de radio et Miss France 2022 Diane Leyre,, de la chanteuse et coach vocale Adeline Toniutti,, de l'humoriste Roman Doduik,, du chanteur Black M,, de la chanteuse canadienne Natasha St-Pier,, de l'antiquaire et femme d'affaires Caroline Margeridon,, de la drag queen Keiona, et de l'influenceur web Nico Capone,.

### Jury
Le jury est officialisé le 25 janvier 2024 : Chris Marques (juré depuis la saison 1) est à nouveau juré. Bilal Hassani, François Alu et Marie-Agnès Gillot sont remplacés par Mel Charlot, danseuse québécoise,, par Jean-Marc Généreux, ancien juré de la saison 1 à 10, et par la chorégraphe Fauve Hautot, gagnante des saisons 3, 10, 11 et 12 et ancienne jurée de la saison 6 à 8 de l'émission,.

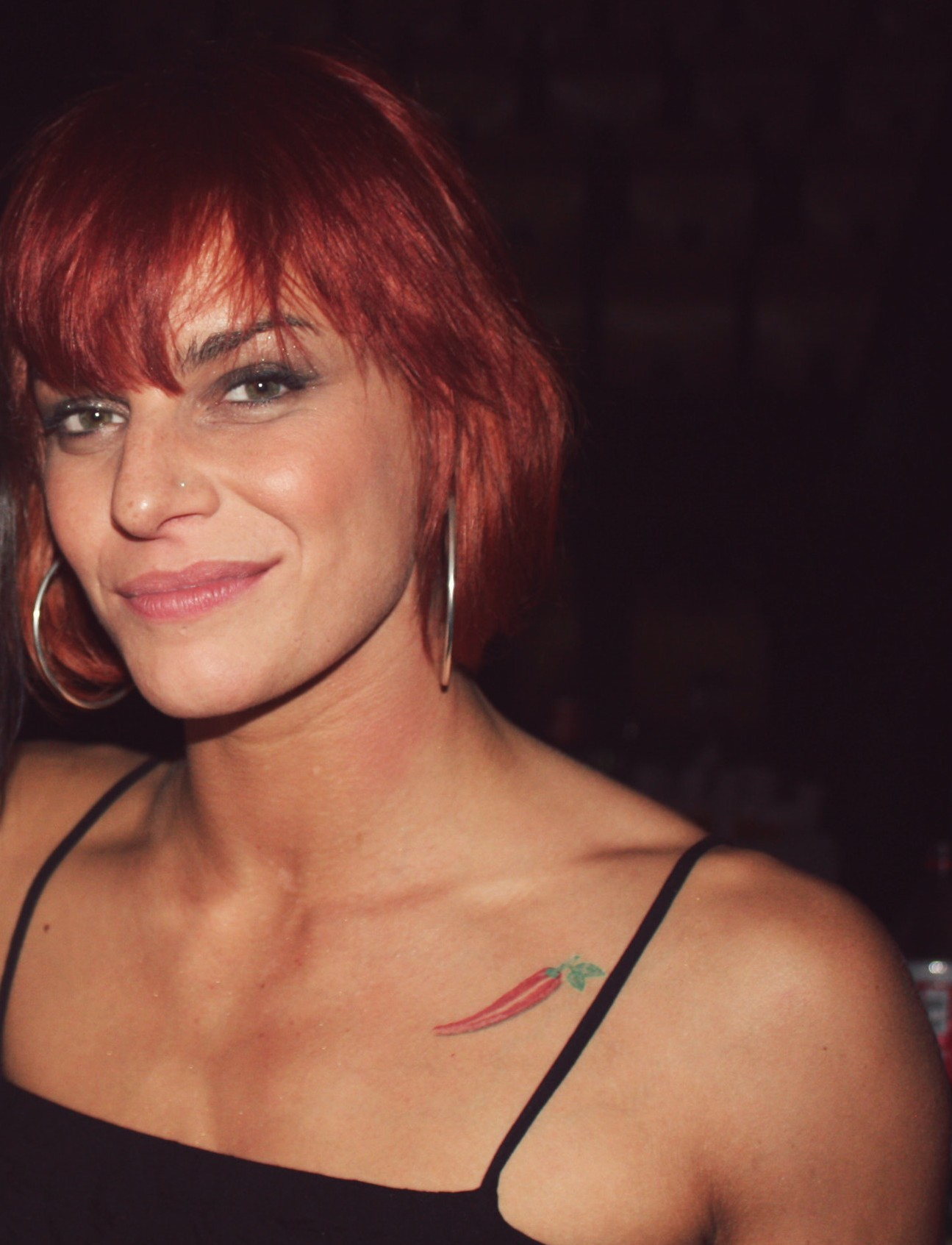
Fauve Hautot
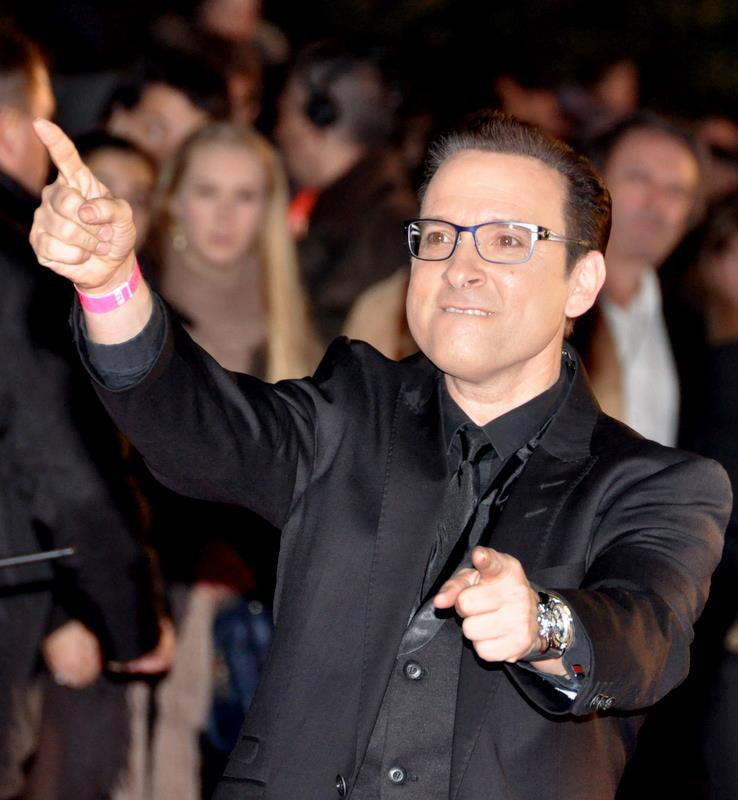
Jean-Marc Généreux

### Danseurs professionnels
Les danseurs Pierre Mauduy (saison 12), Calisson Goasdoué (saison 12), Alizée Bois (saison 12) et Katrina Patchett (saison 1 à 10 puis 12) ne participent pas à l'émission.

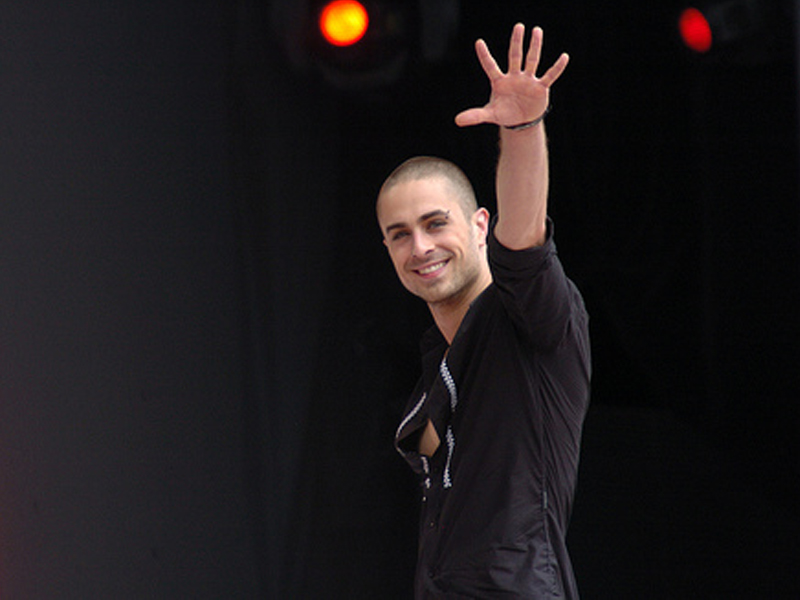
Nicolas Archambault

Les danseurs Christian Millette (saison 3 à 11), Maxime Dereymez (saison 1 à 11) et Yann-Alrick Mortreuil (saison 4, 6 et 7) reviennent dans l'émission,. Nicolas Archambault, ancien juré de la saison 8, participe également à l'émission, cette fois en tant que danseur professionnel,. Enfin, une nouvelle danseuse, Ana Riera, rejoint l'équipe.
Depuis août 2022, TF1 propose une émission spéciale intitulée Qui dansera avec les stars ?, permettant de suivre l'intégration de nouveaux danseurs au sein de la troupe de l'émission. Les premières auditions de Qui dansera avec les stars ? sont diffusées à partir du 9 février 2024, et montrent les sélections de danseurs se portant candidats, jugés sur leurs prestations, leurs aptitudes de coaching et leur potentiel artistique[source insuffisante].

## Controverses

### Altercation entre Natasha St-Pier et Inès Reg
Une altercation, jugée virulente par les personnes présentes sur place, s'est déroulée le 31 janvier 2024, soit deux semaines avant le lancement télévisé de la saison, dans les studios de répétitions de l'émission, entre les deux participantes Natasha St-Pier et Inès Reg.
Selon cette information relayée par le journaliste indépendant Clément Garin sur son compte Twitter/X le 16 mars 2024, Inès Reg aurait demandé à la chanteuse canadienne et au danseur qui l'accompagne Anthony Colette de baisser le volume de la musique sur laquelle ils travaillent. Après une vive discussion, Natasha St-Pier aurait injurié la jeune humoriste de « petite s*** »,, avant de s'excuser, prétextant avoir cru qu'il s'agissait d'une séquence enregistrée qui consistait à jouer une fausse dispute.
Cet incident prend une autre tournure lorsque le journal Le Parisien révèle le 21 mars suivant que Natasha St-Pier a déposé une main courante auprès d'un commissariat francilien à l'encontre d'Inès Reg,. Les deux femmes tiendront par la suite à expliquer leurs versions dans des messages vidéo publiés sur leurs réseaux sociaux respectifs.
Le 29 avril 2024, quelques jours après la finale, Natasha St-Pier et Inès Reg sont une nouvelle fois revenues sur les faits, respectivement sur les plateaux de Touche pas à mon poste et de Quotidien. Natasha St-Pier a révélé avoir toujours souhaité apaiser les tensions et s'être excusée auprès d'Inès Reg depuis le début, tandis que cette dernière a reproché à la chanteuse de « surfer » sur la polémique pour pouvoir remporter la saison.

### Doutes sur la transparence des votes du public
Le rappeur Black M a tenu à revenir sur son élimination et a émis des doutes quant à la transparence des votes du public, et également sur le forfait attribué aux candidats souffrant de blessure comme a pu en bénéficier l'acteur James Denton lors des deux premiers primes. Le rappeur ajoute dans les colonnes du journal Le Parisien : « James Denton a eu une immunité alors que moi, je dansais, en étant blessé comme lui. Les juges, je les aime, mais ils ont été sévères sur plein de danses [...] J'aurais pu utiliser mon immunité de blessé et passer directement en demi-finale. Mais on était persuadés d'être sauvés par le public. Elsa y croyait aussi, elle est très populaire. C'est la petite amie de Michou. Et finalement, on ne passe pas »,.

## Danse avec les stars d'Internet
Parallèlement à cette saison 13 de Danse avec les stars, une autre compétition spin-off est organisée du 9 au 29 mars 2024 : Danse avec les stars d'Internet, animée en deuxième partie de soirée par le vidéaste web Michou, finaliste de la saison 11, et mettant en compétition six créateurs de contenu Internet (vidéastes/streameurs, etc.) qui dansent avec certains danseurs professionnels de Danse avec les stars (Elsa Bois, Alizée Bois, Christian Millette, Jordan Mouillerac, Anthony Colette et Inès Vandamme), et devant le même jury que la saison 13,.
La compétition est remportée par le streameur, vidéaste web et animateur Domingo, aux côtés de la danseuse Inès Vandamme.